# 納納瓦勒莊園 (夏威夷州)
納納瓦勒莊園（英語：Nanawale Estates）是位於美國夏威夷州夏威夷縣的一個人口普查指定地區。

## 地理
納納瓦勒莊園的座標為19°30′26″N 154°54′49″W / 19.50722°N 154.91361°W，而該地最高點為海拔高度128米（即420英尺）。

## 人口
根據2010年美國人口普查的數據，納納瓦勒莊園的面積為5.70平方千米，均為陸地。當地共有人口1426人，而人口密度為每平方千米250人。